# 内蒙古自治区博物馆展厅大楼

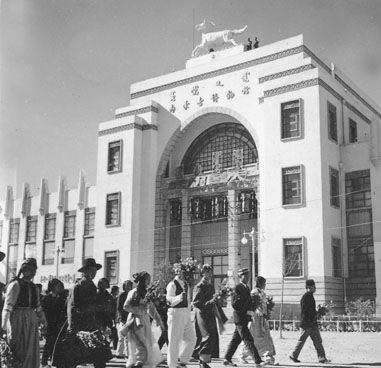
1957年的内蒙古博物馆

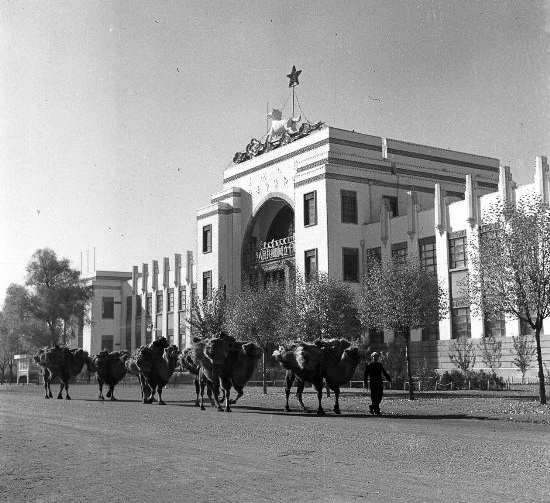
1950年代末的内蒙古博物馆，楼顶已经加装五角星

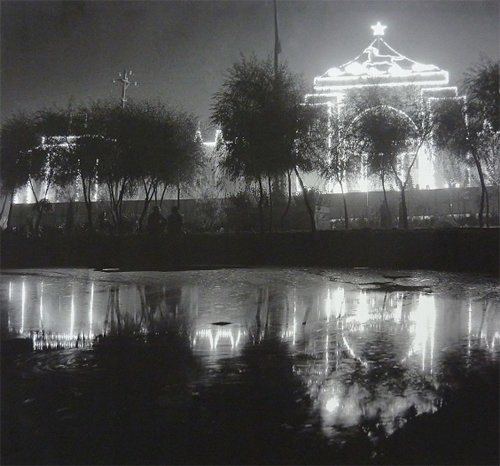
1950年代淌马河畔内蒙古博物馆夜景

内蒙古自治区博物馆展厅大楼位于内蒙古自治区呼和浩特市新城区新华东街27号，2006年9月4日被列入内蒙古自治区文物保护单位。内蒙古自治区博物馆于2007年更名为内蒙古博物院，这座展厅大楼是博物馆的旧馆。
内蒙古自治区博物馆展厅大楼建于1957年内蒙古自治区成立10周年之际，大楼外壁白色，主楼三层，两翼二层，主楼顶部塑有骏马雕像，翼楼顶部饰有女墙。整体建筑富有蒙古族特色。博物馆大楼被评为新呼和浩特八景之一（“骏马腾飞”）。1957年5月1日内蒙古博物馆建馆至2007年8月内蒙古博物院迁址之间，这座大楼一直为内蒙古博物馆使用。
内蒙古博物院在呼和浩特东部新建之后，博物馆内的展品全部被搬迁到博物院中。内蒙古博物馆大楼被用于其他展览，譬如2014年4月该大楼全部三层楼层均为免费的书法展览。